# Berliet GLR
Le Berliet GLR est un camion à cabine semi-avancée présenté par Berliet en octobre 1949 au Salon de l'automobile de Paris et fabriqué jusqu'en 1977. Réceptionné à l'origine à 13,5 t de poids total en charge, équipé de plateau, citerne, benne, ou fourgon, il termine sa carrière 37 ans plus tard à 19 t de PTC.
L'utilisation de composants communs à plusieurs types de véhicules caractérise la gamme GLC, GLR, GLM: C'est la conception modulaire. En France, le GLR fut élu camion du XXe siècle en 1994, il a été fabriqué à plus de 100 000 unités,.

## Lancement
Au lancement, le GLR 8 (cylindrée arrondie de 8 litres : 120 × 140 mm), possède un moteur Diesel selon le procédé Ricardo étape Comet III et des freins à air comprimé, peut emporter une charge utile de 7 tonnes pour un poids total en charge (P.T.C.) de 13,5 tonnes. La direction à vis et écrou à déplacement sur billes et les deux amortisseurs avant hydrauliques sont nouveaux.
La cabine complète est désormais monocoque tout acier, avec ailes, capot et façade avant. Les projecteurs sont intégrés aux ailes et les courbes de capot et de pare-chocs avant caractéristiques lui valent l'appellation « museau rond ». Le siège conducteur se règle en hauteur, mais le chauffage-dégivrage est en option dans un premier temps. Les premiers modèles se distinguent par des poignées de capot, des feux d'ailes sphériques et un pare-brise en deux parties de hauteur réduite, surmonté d'un essuie-glace gauche et droite.

## Historique

Berliet GLC 6r avec la cabine premier modèle.

En 1951, une variante avec le moteur 4 cylindre MDX de 6,32 litres apparaît. Il s'agit du GLC 6 à capot court (capot moyen et moteur 5 cylindres MDU à six paliers de 7,9 litres et 120 ch sur le GLR). Comme sur le GLR 8 depuis octobre 1950, la boîte de vitesses compte cinq rapports. Toujours en 1951, le GLR 8 existe en version tracteur routier TLR 8 avec un poids total roulant (P.T.R.) de 22,5 tonnes.
En mars 1953, le GLM 10 à moteur 6 cylindres MDZ de 9,5 litres et 150 ch avec capot long est le premier d'une lignée à succès de camions de chantier qui continuera avec le GLM 12 (180 ch puis 240 ch) de 26 tonnes de P.T.C. jusqu'au célèbre GBH 12 6x4 (240 ch puis 260 ch ou 282 ch avec turbocompresseur) à trois essieux des années 1970. Sur le GLM 10, la boîte de vitesses est à 2x5 rapports.
En 1955, le tracteur routier TLM 15 de 200 ch pour un P.T.R. de 35 tonnes est lancé. En 1956, le GLR 8r (moyeux de roue plats) succède au GLR 8b (crochet avant) et le GLM 10 peut bénéficier d'un turbocompresseur. Peu fiable, celui-ci est mis de côté en 1960 jusqu'en 1973.
Au début de 1957, le tracteur routier TBO 15 (capot long et large, moteur 6 cylindres MDO de 15 litres et 200 ch) est plus spécialement destiné aux convois exceptionnels. Quelques mois plus tard, la variante porteur GBO 15 est disponible en 6x4 (3 essieux, 2 essieux moteur) ou en 6x6 (3 essieux moteur) avec une cabine chantier simplifiée.
En 1958, le GLR 8M, qui reçoit des projecteurs antibrouillard dans le pare-chocs, adopte le moteur « Magic » de 150 ch à injection directe avec turbulence à l'admission selon la licence MAN. Le procédé est aussi monté sur le reste de la gamme.

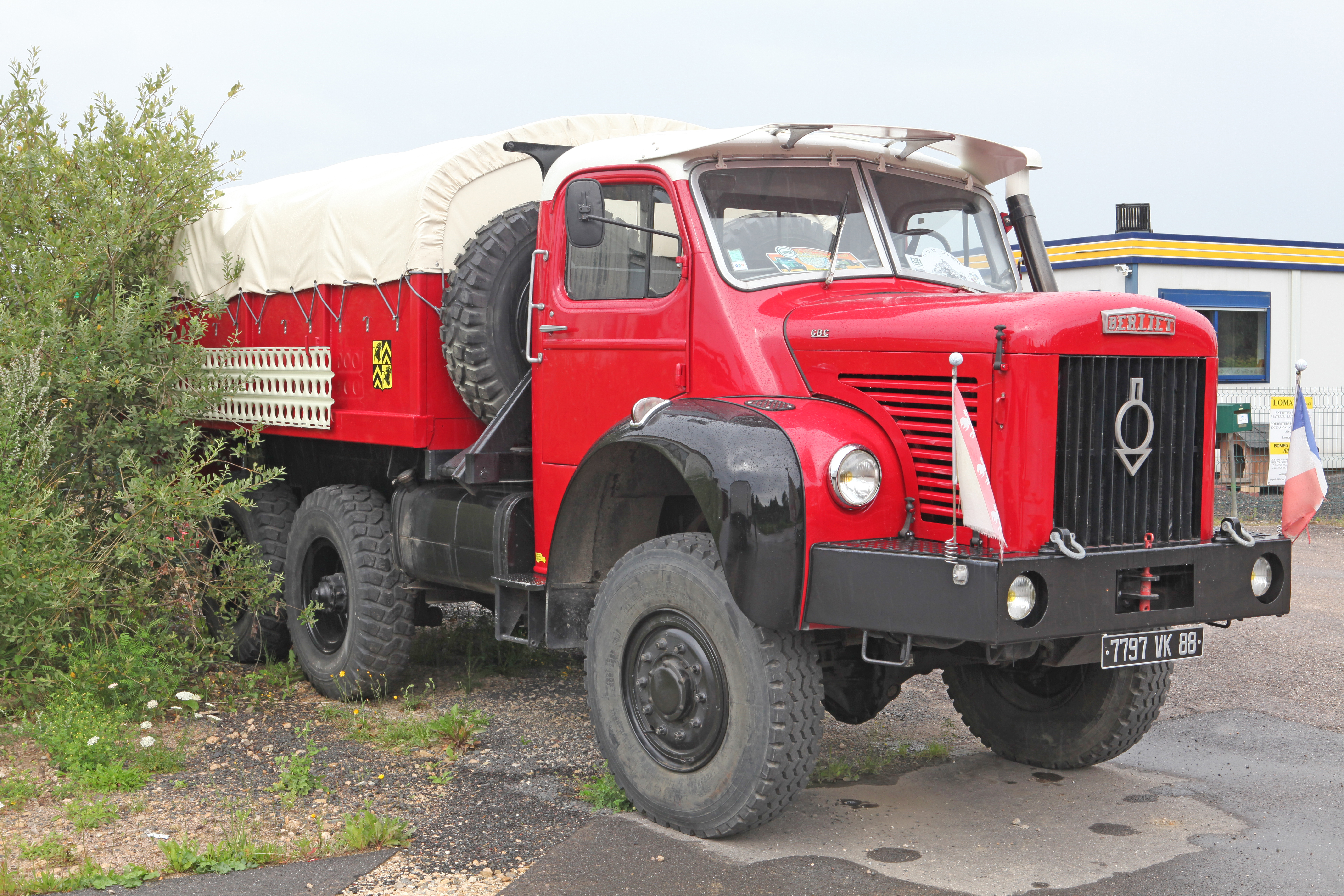
Berliet GBC8 6x6 « Gazelle »

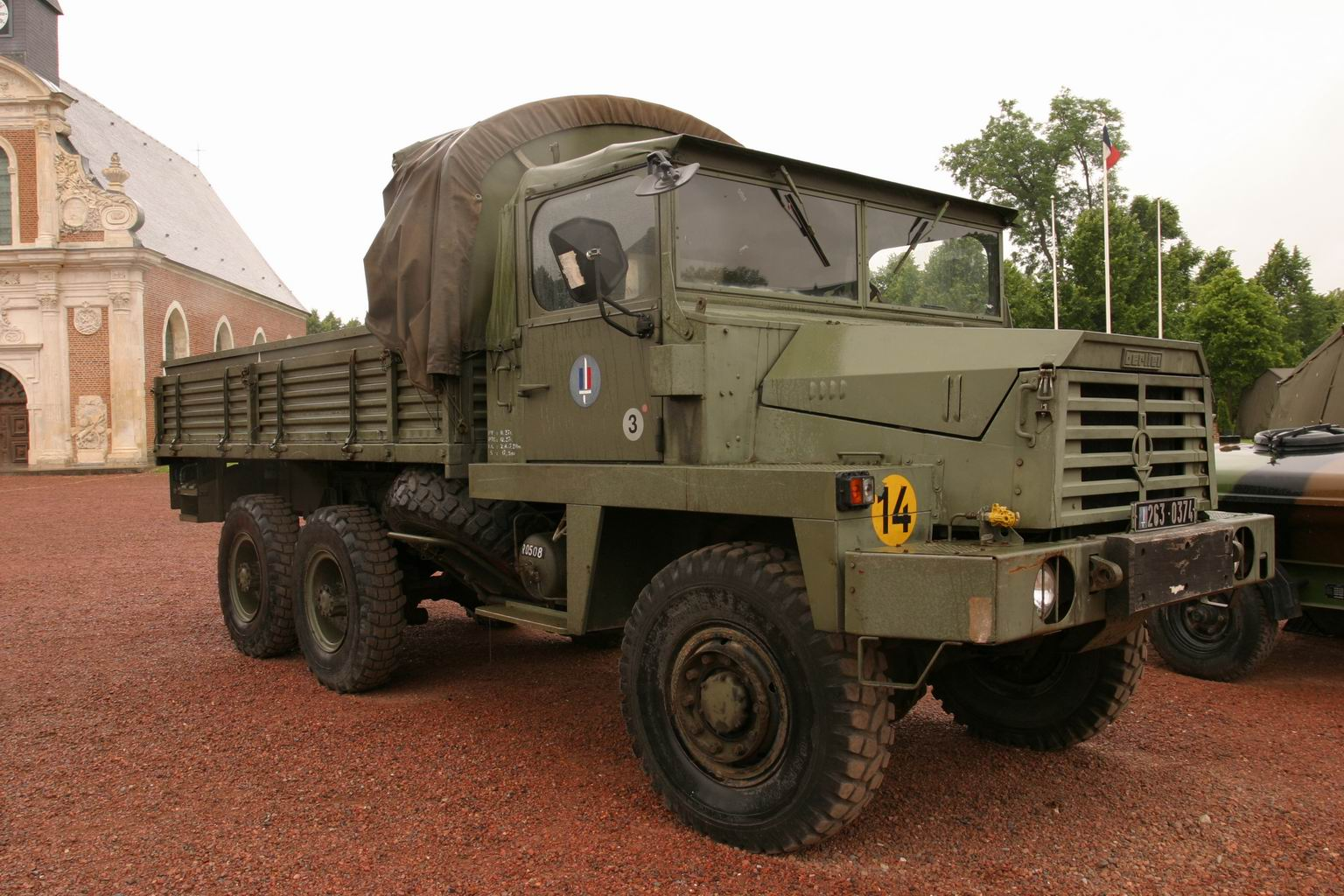
Berliet GBC8 KT

Lancé en mai 1959, le modèle tout-terrain GBC 8 Gazelle 6x6 à moteur 5 cylindres servira de base au GBC 8KT à cabine décapotable dite torpédo destiné à remplacer le célèbre et vieillissant GMC CCKW datant de la Seconde Guerre mondiale. Équipé d'un moteur polycarburant (essence, gasoil, mais aussi kérosène, alcool), le GBC 8KT fera l'objet d'une importante commande de l'armée française déjà équipée de GBC 8 Gazelle. Au début des années 1990 (premières livraisons en 1998), les GBC 8KT de l'armée seront reconstruits dans l'usine Renault de Le Palais-sur-Vienne et deviendront des GBC 180. La modernisation consistera à un changement de type de moteur et à l'adoption de la cabine fermée de la gamme chantier C.
En octobre 1960, le capot du GLR devient carré tandis que la cabine s'appelle M2.
Au début de 1961, c'est le lancement du L62, un camion de chantier léger à moteur 4 cylindres 120 ch de 11 tonnes de P.T.C. dont Berliet a présenté la version L64 à quatre roues motrices lors de la Mission Verte en Côte d'Ivoire. En effet, les L62 et L64 succèdent au GLC 6 tropicalisé (refroidissement amélioré, filtrations air et gazole renforcées, pare-brise ouvrant, pare-soleil extérieur, toit blanc pour réfléchir les rayons du soleil et trappe de toit) sur les pistes africaines. D'autant que la version à deux roues motrices sera assemblée dans plusieurs pays africains où elle sera très populaire (GL 750 et GL 900).

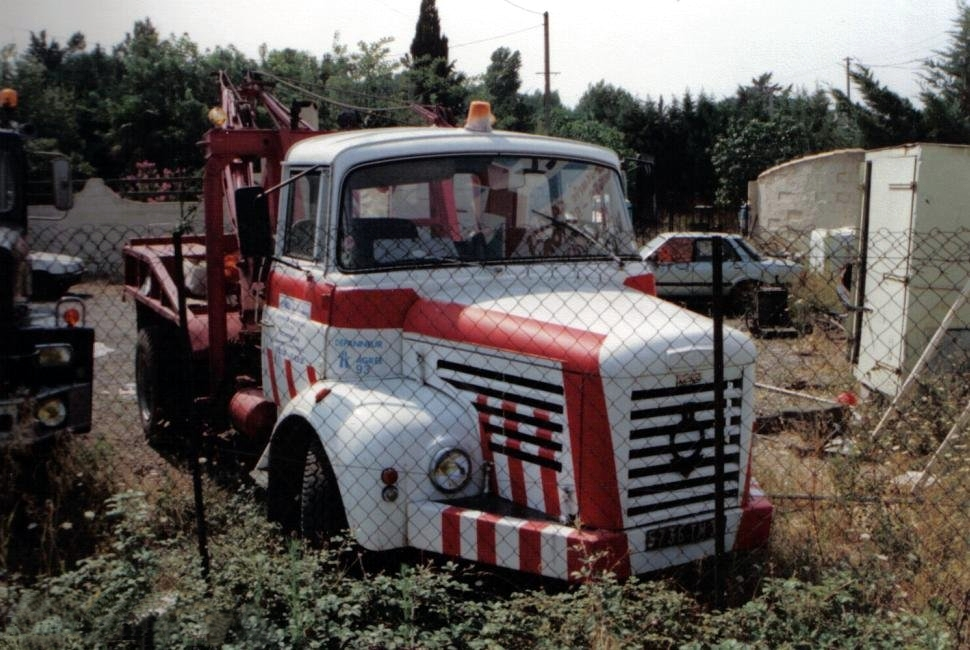
Berliet GLR 10 à cabine M3 Relaxe.

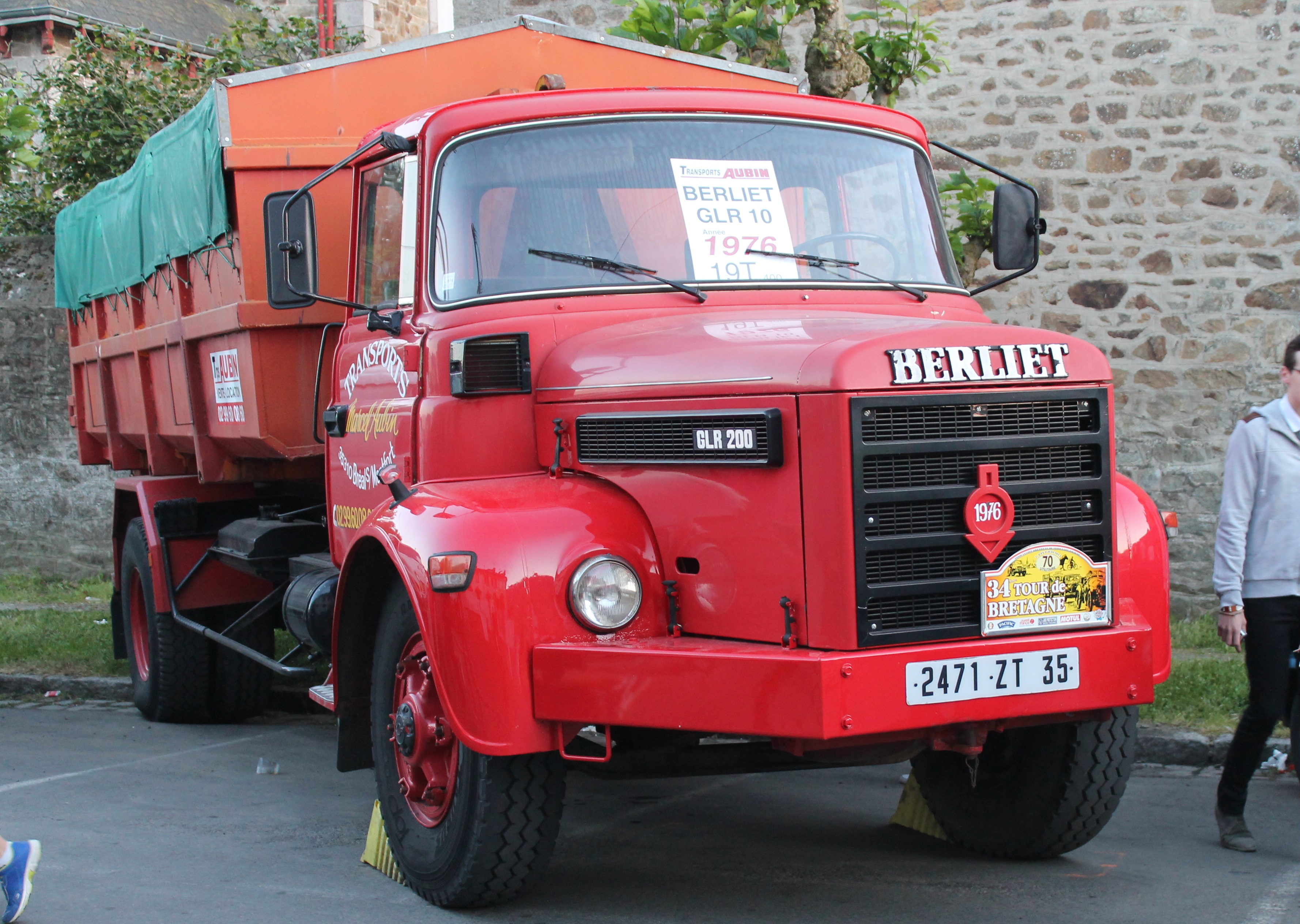
Berliet GLR 10 200ch à cabine M4 Relaxe (1976)

En février 1963, le GLR est modernisé grâce à la cabine M3 Relaxe. Celle-ci, déjà lancée sur les modèles à cabine avancée, a l'avantage de posséder un large pare-brise galbé en une seule partie et une planche de bord rectiligne inclinée en plastique (à partir de 1968).
À l'automne 1974, la cabine M4 Relaxe apporte une calandre rapportée, une insonorisation améliorée, deux prises d'air extérieures sous le pare-brise, des nouveaux projecteurs (GBH) et des accessoires extérieurs noir-mat,. Le nouveau moteur MID 06.20.30 (injection directe Berliet, 6 cylindres, 120 mm d'alésage, 130 mm de course ou 120x130) de 8,82 litres est disponible sur la version 200 ch du GLR.

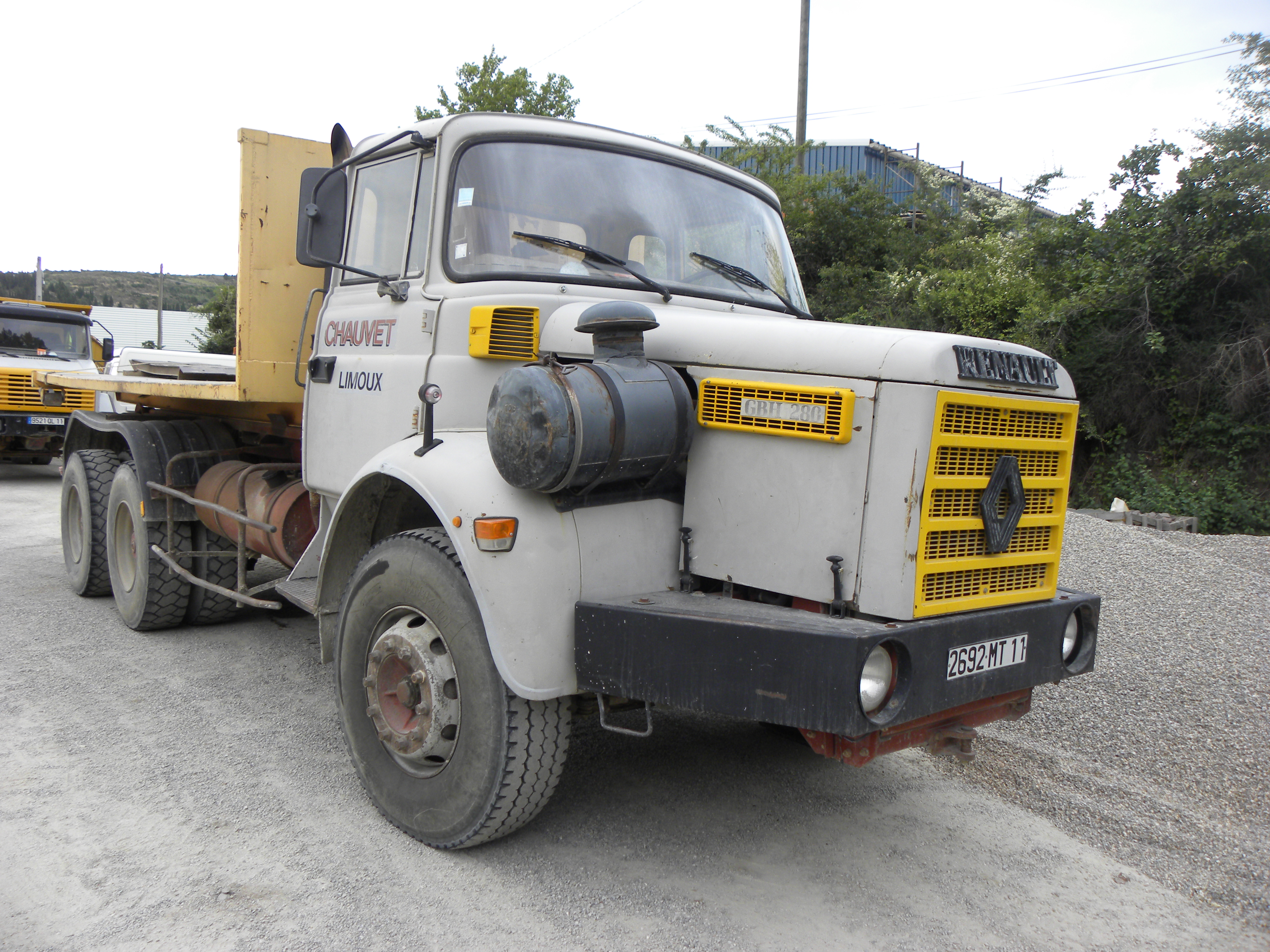
GBH 280 commercialisé sous la marque Renault Véhicules Industriels

Les camions à cabine arrière étant tombés peu à peu en désuétude à partir des années 1960, le GLR disparaît en 1977. Le GBH, toujours demandé tant en France qu'en Afrique, continue jusqu'en 1984, sous la marque Renault Véhicules Industriels à partir d'avril 1980.
Au total, 100 000 exemplaires du camion Berliet à capot ont été fabriqués.

## Les modèles

### Porteurs
- 4 cylindres :

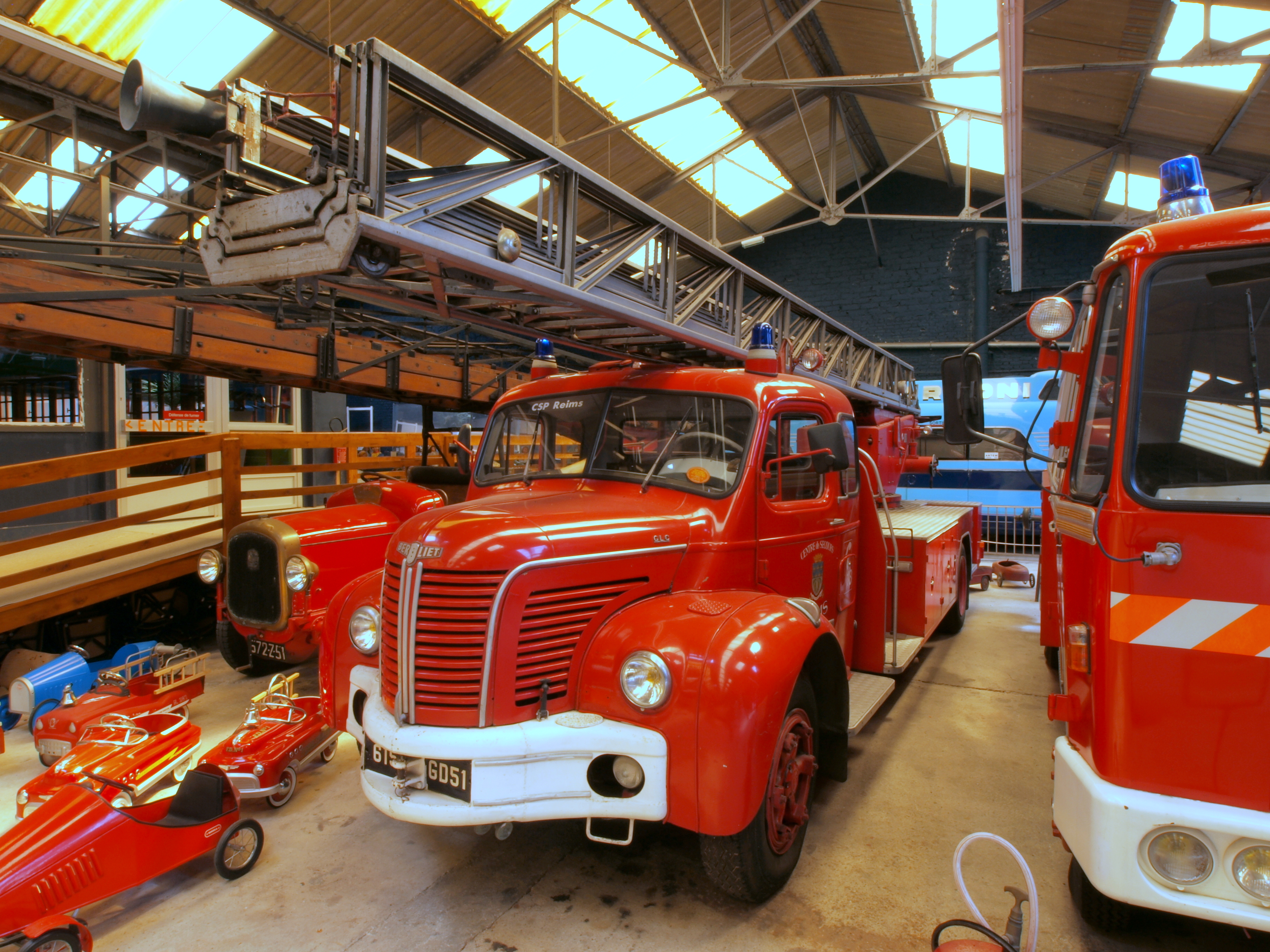
Berliet GLR EPA30 échelle d'incendie

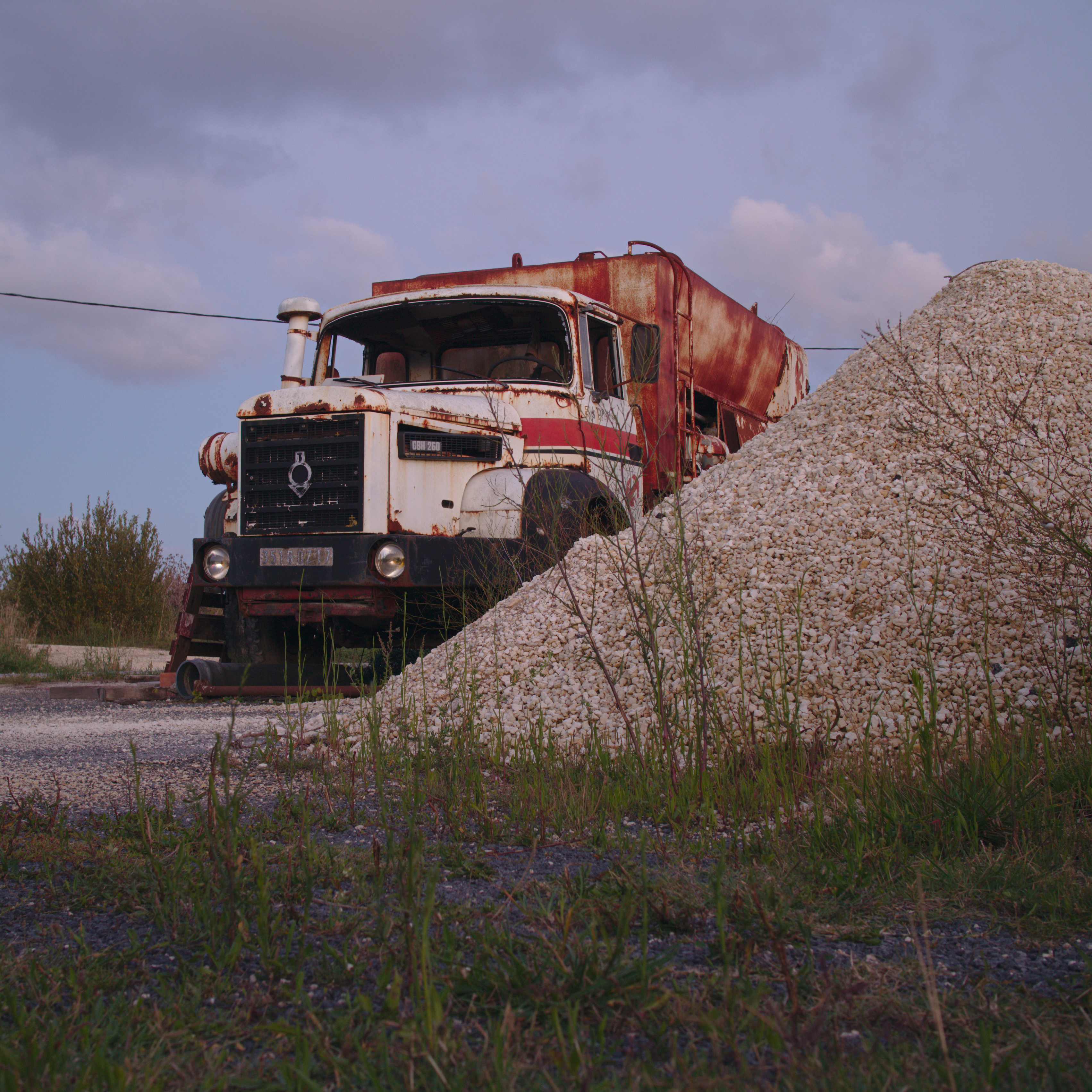
Berliet GBH 12 260ch, camion de chantier

  - L62 : 11 t - 13,2 t (janvier 1962 à 1971).
  - GLC 6 : 11,5 t (mars 1951) - 12,5 t (1953) - 14,5 t[5](1959 à 1974).
  - GLR 6 : 13,5 t (septembre 1950).
- 5 cylindres :
  - GLC 8 : 13,7 t (1956) - 14,5 t[7](1957 à 1974).
  - GLR 8 : 13,5 t[5](octobre 1949) - 14,5 t[5]- 15,5 t[5]- 17,5 t[7](jusqu'en 1975).
- 6 cylindres :
  - GLR 10 : 19 t[7](septembre 1965 à 1974).
  - GLM 10 : 19 t (4x2) et 26 t (6x4), mars 1953[5] à 1972.
  - GBM 10 : octobre 1952 à janvier 1957.
  - GLM 12 : 26 t (1963[7] à 1974).
  - GBH 12 : à partir de septembre 1967.
  - GLM 15 : 1965 à 1966.

Paul Berliet rapporte la signature d'un contrat avec la Chine pour la livraison de 600 camions (485 GCH, 15 TLD et 100 GLM 15), un contrat qui garantira l'équilibre des activités de Berliet Entreprise pour 1967.
- - GBM 15 : octobre 1956 à octobre 1957.
  - GBO 15 : à partir de mai 1957.

### Tracteurs routiers

Berliet TLM 10 tracteur, cabine M2

- 4 cylindres :
  - TLC 6 : octobre 1955 à décembre 1955.
- 5 cylindres :
  - TLC 8 : jusqu'à octobre 1959.
  - TLR 8 : à partir de septembre 1950.
- 6 cylindres :
  - TLR 10 : jusqu'à 32 t.
  - TBH 12
  - TLM 15 : à partir de juillet 1955 (35 t).
  - TBO 15 : à partir de janvier 1957.

## Au cinéma
Tout au long du film Cent mille dollars au soleil d'Henri Verneuil (Gaumont, 1964), Lino Ventura au volant d'une Gazelle GBC 8 poursuit Jean-Paul Belmondo parti en TLM 10 M2. Bernard Blier conduit un TBO 15 6×4 HC Turbo.

## Galerie

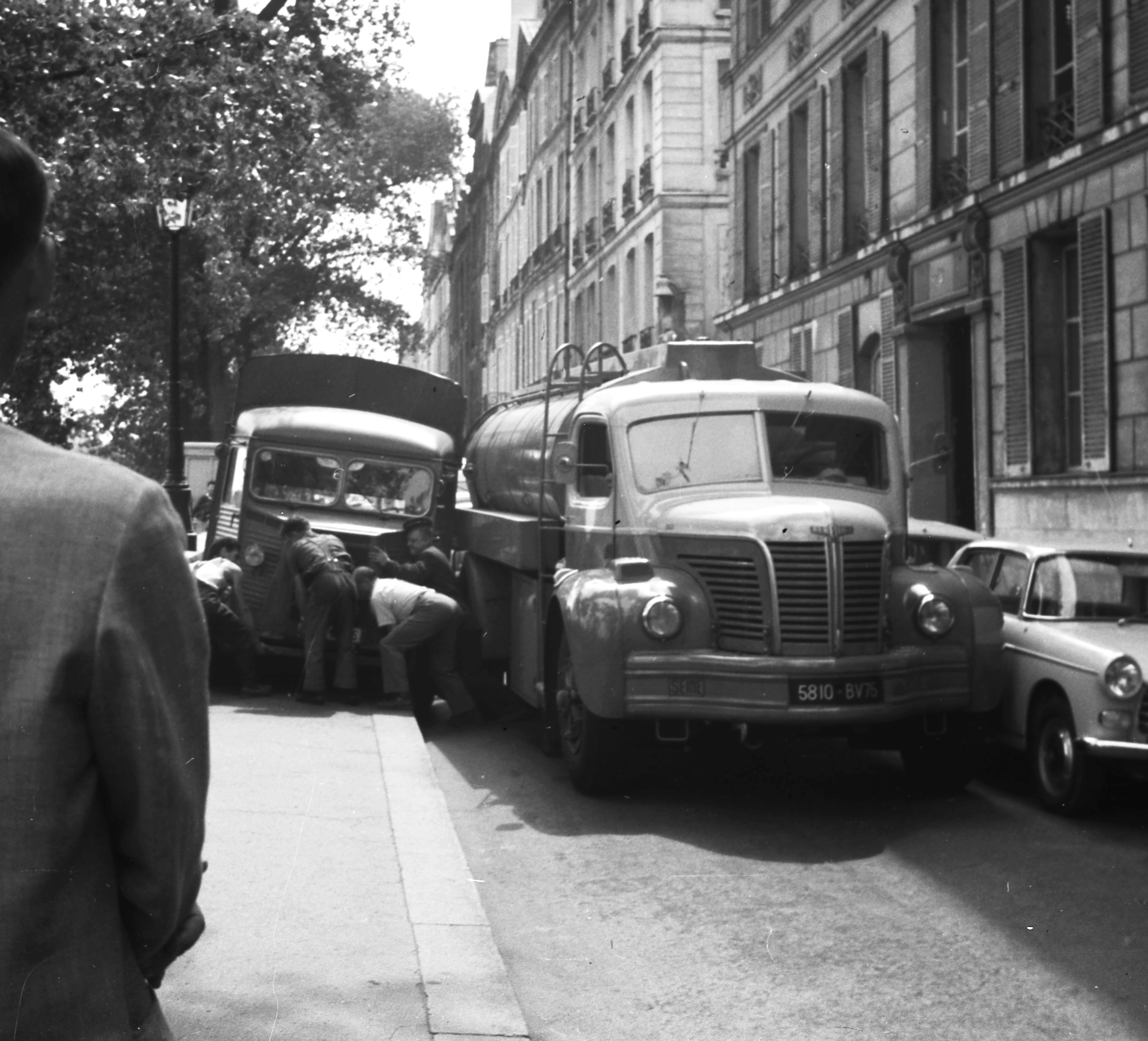
Berliet GLR camion-citerne
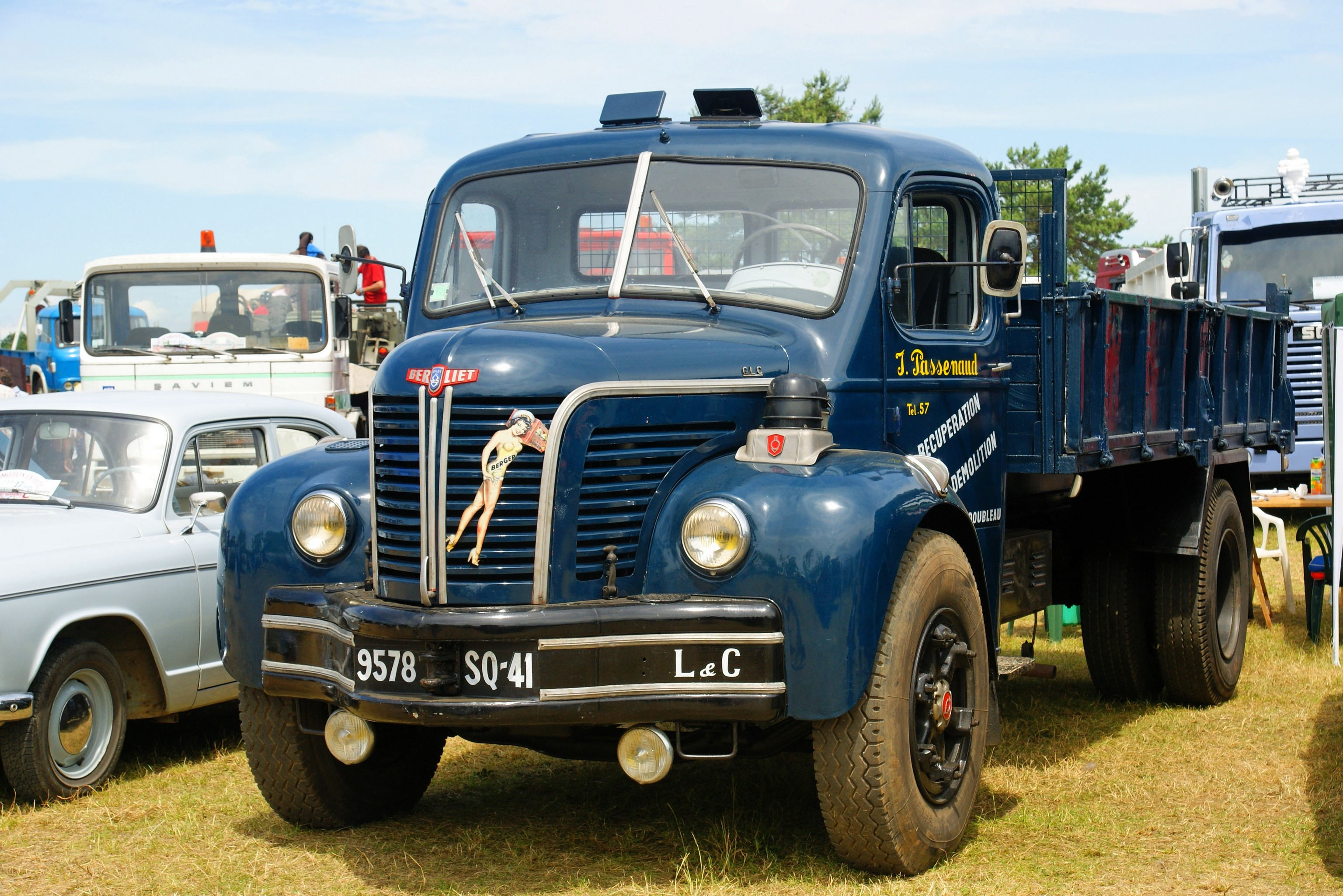
Berliet GLR, 1ère cabine
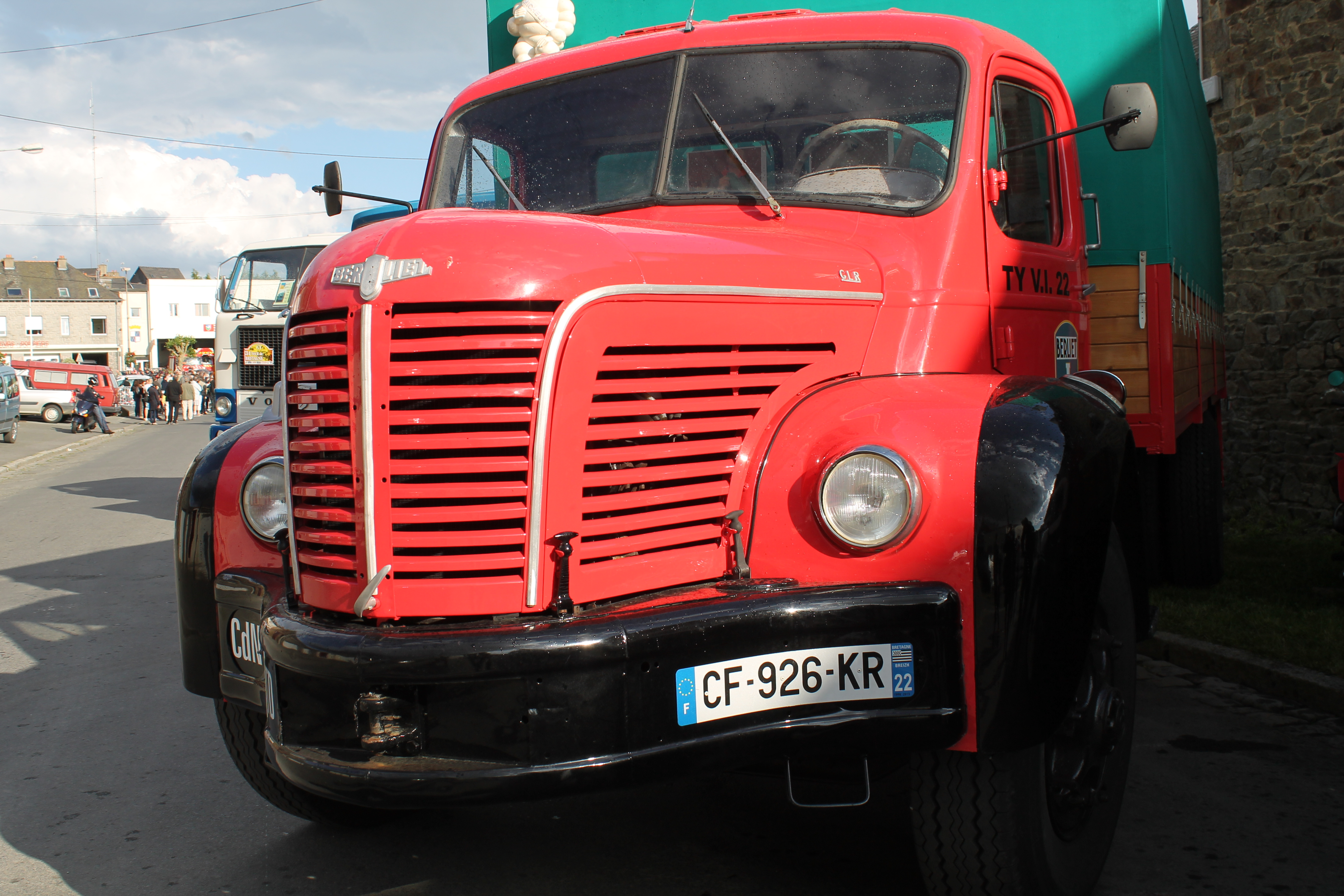
Berliet GLR, 1ère cabine
Berliet GLR, cabine M3
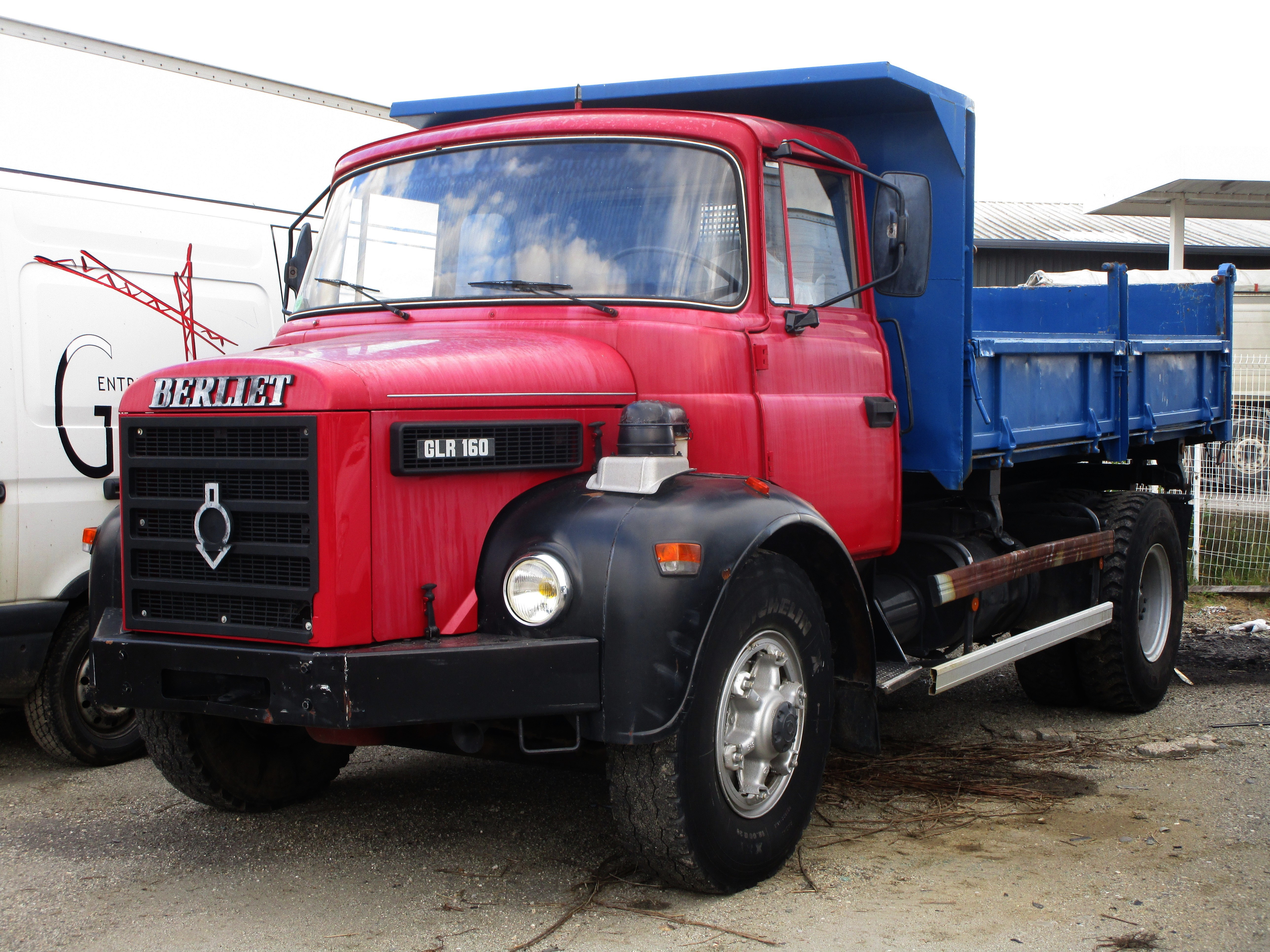
Berliet GLR 160, cabine M4